# Robert Goldsborough
Robert Goldsborough (Chicago, 3 ottobre 1937) è uno scrittore statunitense di romanzi gialli, noto soprattutto per avere continuato la saga di Nero Wolfe quando nel 1975 morì Rex Stout, infatti con il primo libro scritto Nero Wolfe: delitto in Mi minore (Murder in E Minor) vinse nel 1986 il Premio Nero Wolfe.
Ha lavorato per 45 anni per il Chicago Tribune e l'Advertising Age.

## Opere
1. 1986, Nero Wolfe: delitto in Mi minore (Murder in E Minor), collana Il Giallo Mondadori n.1957, Milano, 1986
2. 1987, Nero Wolfe e il quarto potere (Death on Deadline), collana Il Giallo Mondadori n.2009, Milano, 1987
3. 1988, Nero e Archie docenti in delitto (The Bloodied Ivy), collana Il Giallo Mondadori n.2063, Milano, 1988
4. 1989, L'ultima coincidenza (The Last Coincidence), collana Il Giallo Mondadori n.2245, Milano, 1992
5. 1990, Dissolvenza in Nero Wolfe (Fade to Black), collana Il Giallo Mondadori n.2290, Milano, 1992
6. 1992, Nero Wolfe: la guglia d'argento (Silver Spire), collana Il Giallo Mondadori n.2323, Milano, 1993
7. 1994, Nero Wolfe: il capitolo mancante (The Missing Chapter), collana Il Giallo Mondadori n.2374, Milano, 1994
8. 2012, Nero Wolfe: la prima indagine (Archie Meets Nero Wolfe), Milano, Cairo Editore, 2014
9. 2014, Murder in the Ball Park
10. 2015, Archie in the Crosshairs
11. 2016, Stop the Press
12. 2017, Nero Wolfe. Giù il sipario (Murder, Stage Left), collana Il Giallo Mondadori n.3216, Milano, giugno 2022
13. 2018, The Battered Badge
14. 2019. Death of an Art Collector
15. 2020. Archie Goes Home
16. 2021. Nero Wolfe: un porto sicuro (Trouble at the Brownstone), collana Il Giallo Mondadori n.3225, Milano, marzo 2023
17. 2023. The Missing Heiress